# John Howe
John Howe (Vancouver, 21 de agosto de 1957) é um ilustrador canadense. É conhecido por ilustrar cenas da série de livros O Senhor dos Anéis.
Foi o responsavel pela arte conceitual (junto com Alan Lee) da trilogia cinematográfica O Senhor dos Anéis, assim como a da série de filmes O Hobbit, lançada entre 2012-2014.

## Livros
- Fantasy Art Workshop (2007). Impact Books, ISBN 978-1600610097
- Forging Dragons: Inspirations, Approaches and Techniques for Drawing and Painting Dragons (2008). David and Charles, ISBN 978-1600613234
- Fantasy Drawing Workshop (2009). Impact Books, ISBN 978-1600617737
- Lost Worlds (2009). Kingfisher, ISBN 978-0753461075